# Ken Dryden

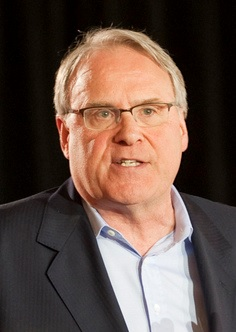
Dryden in 2011

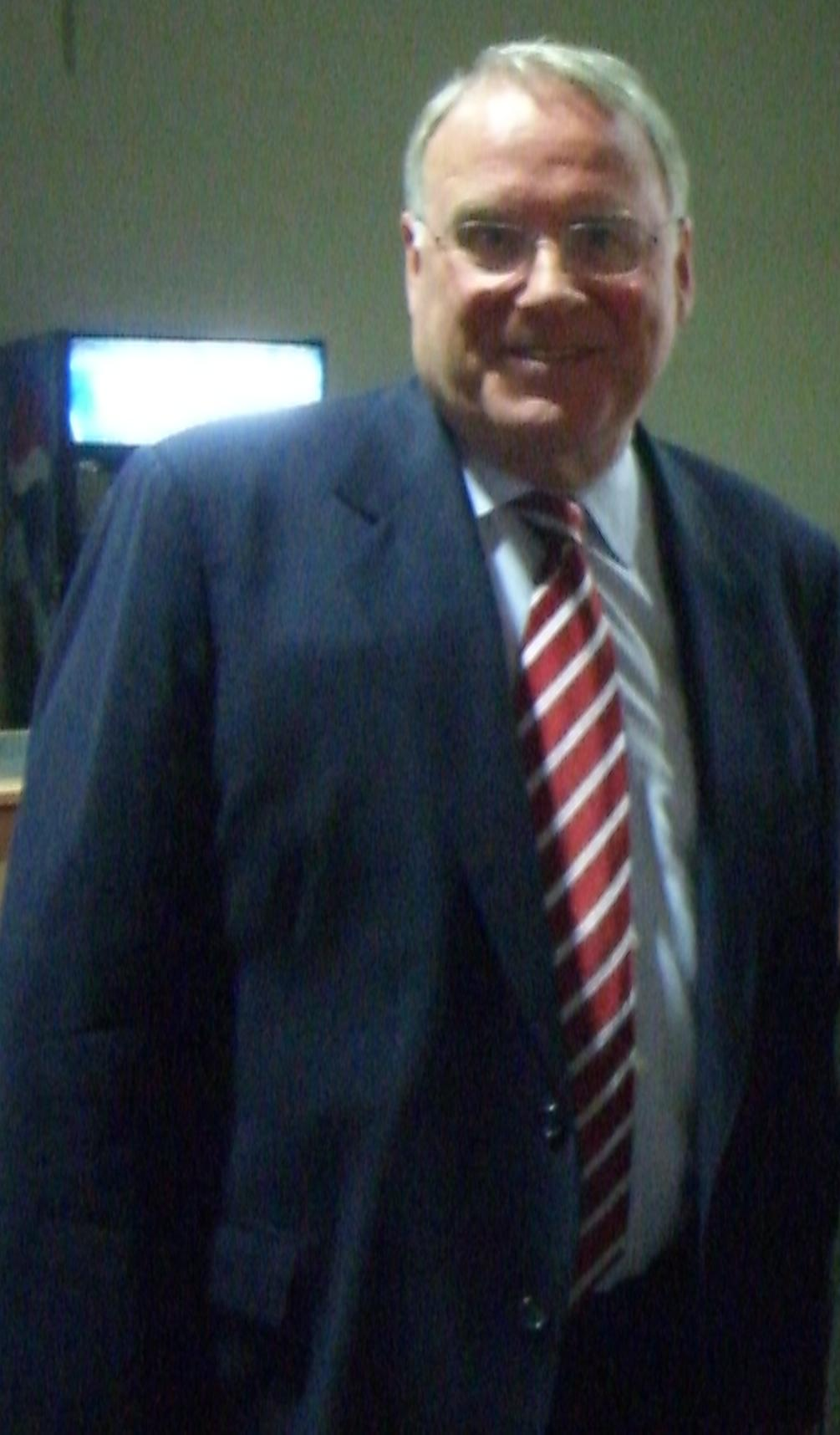
Ken Dryden in 2008

Kenneth Wayne (Ken) Dryden (Hamilton (Ontario), 8 augustus 1947) is een Canadees politicus, zakenman, advocaat, schrijver en voormalig professioneel ijshockeykeeper. Dryden is actief lid van de Liberal Party of Canada en momenteel woonachtig in Toronto.
Van 2004 tot 2006 was hij minister van sociale ontwikkeling in het kabinet van minister-president Paul Martin.
- Gemeinsame Normdatei: 135943345
- International Standard Name Identifier: 0000 0001 0976 3889
- Library of Congress Control Number: n83151378
- Nationale Bibliotheek van Letland: 000260789
- Nationale Bibliotheek van Tsjechië: xx0118988
- Nationale Bibliotheek van Israël: 987007446786705171
- Nederlandse Thesaurus van Auteursnamen: 298106299
- Système universitaire de documentation: 18170692X
- Virtual International Authority File: 57993795
- WorldCat: E39PBJwddggRdJwkdXm9t4v8md